# Square de l'Abbé-Migne
Le square de l'Abbé-Migne est un espace vert du 14e arrondissement de Paris.

## Situation et accès
Non clôturé, le square fait partie de la place Denfert-Rochereau.

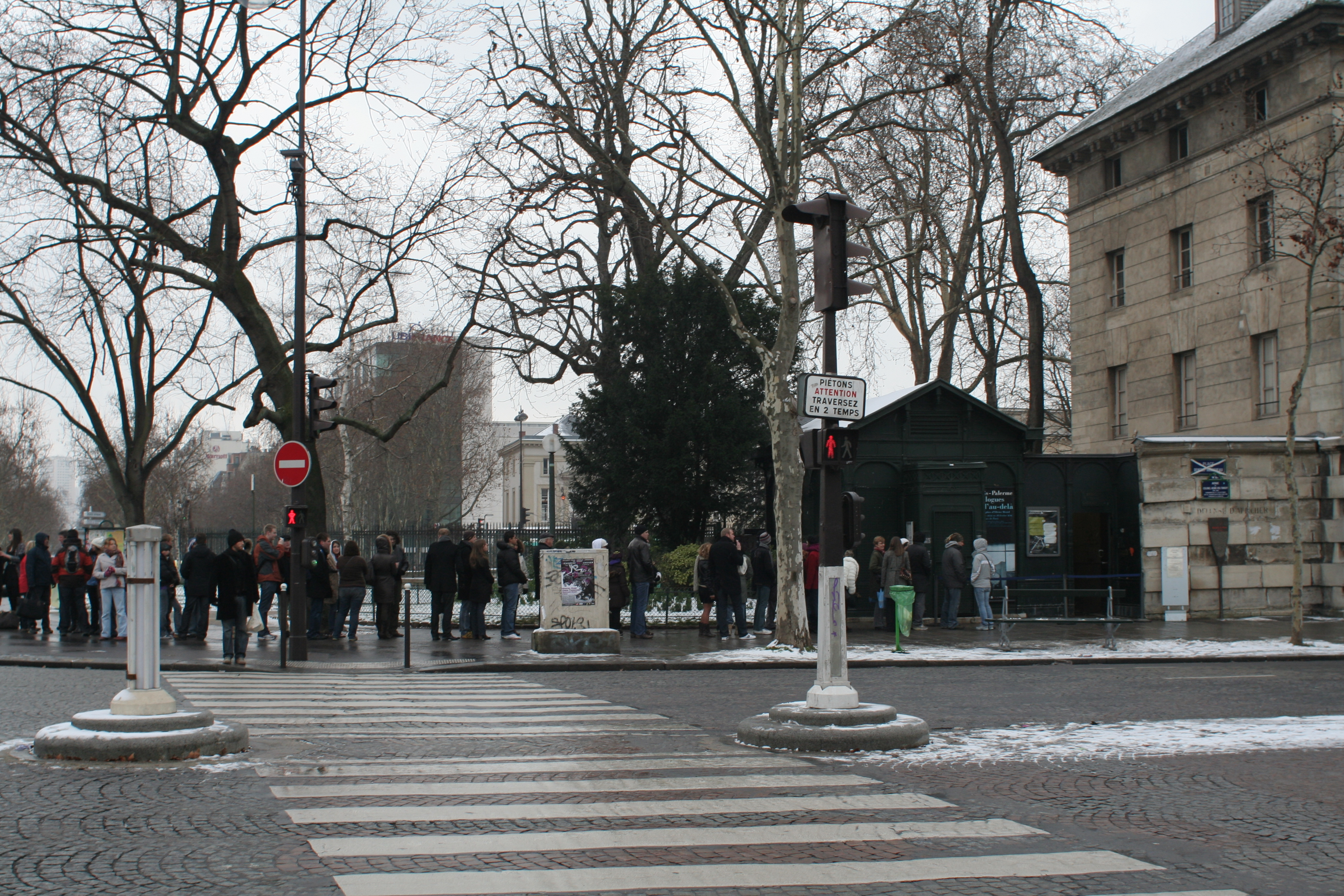
Le square de l’Abbé-Migne s’étend derrière le pavillon est de l'ancienne barrière d’Enfer.
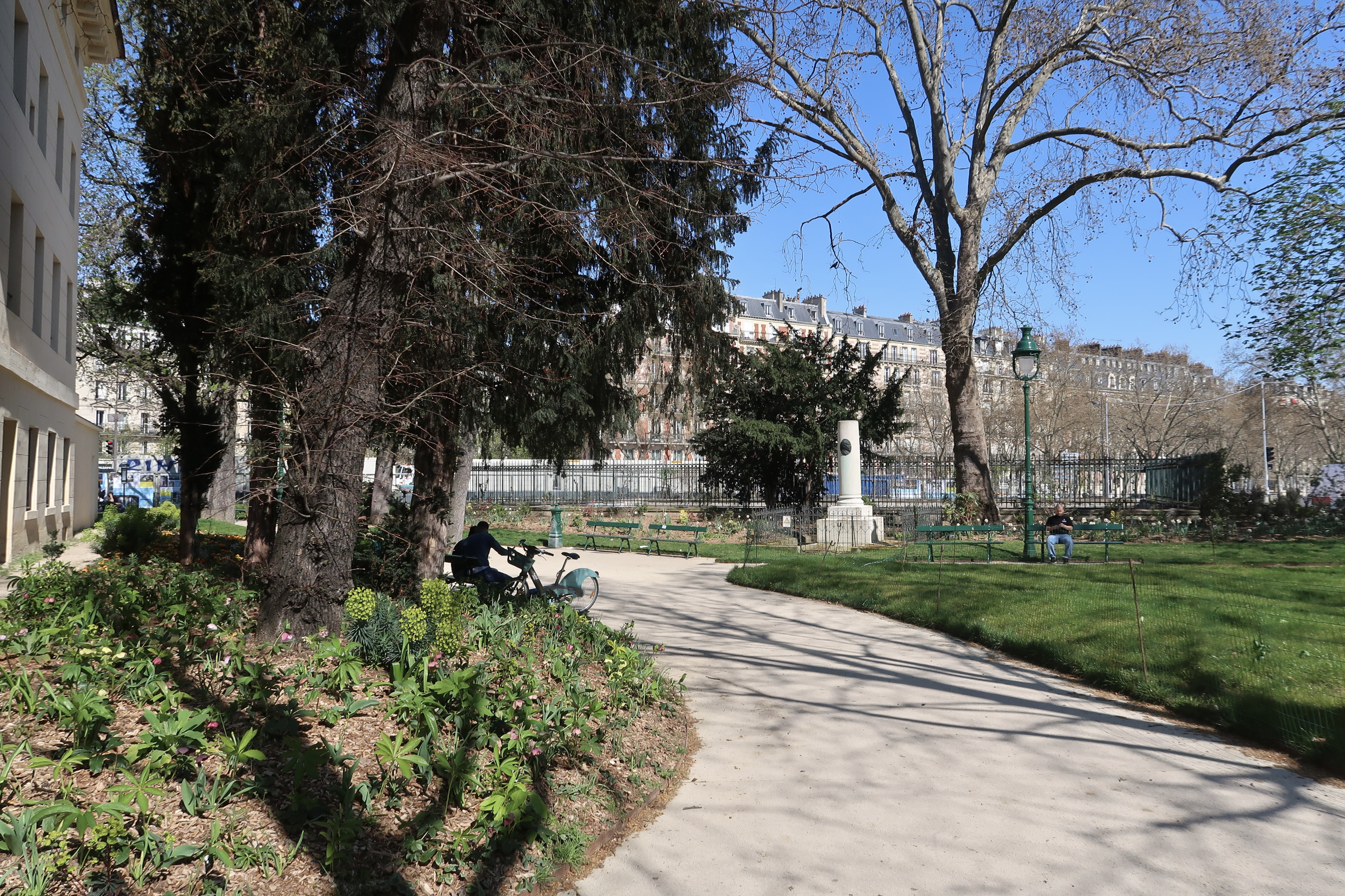

Il est desservi par les lignes 4 et 6 à la station Denfert-Rochereau.

## Description, histoire et lieux de mémoire
Créé en 1891, d'une superficie de 1 518 m2, il est l'un des trois squares situés place Denfert-Rochereau. Au niveau de la place se trouvait autrefois la barrière d'Enfer du mur des Fermiers généraux.
Il reste du monument à Nicolas-Toussaint Charlet (1792-1845), auteur français, une colonne avec son portrait en médaillon en bronze réalisé en 1896 par Charpentier.
Les autres statues en bronze ont été fondues durant la Seconde Guerre mondiale à la suite d'une décision du gouvernement de Vichy en 1941.

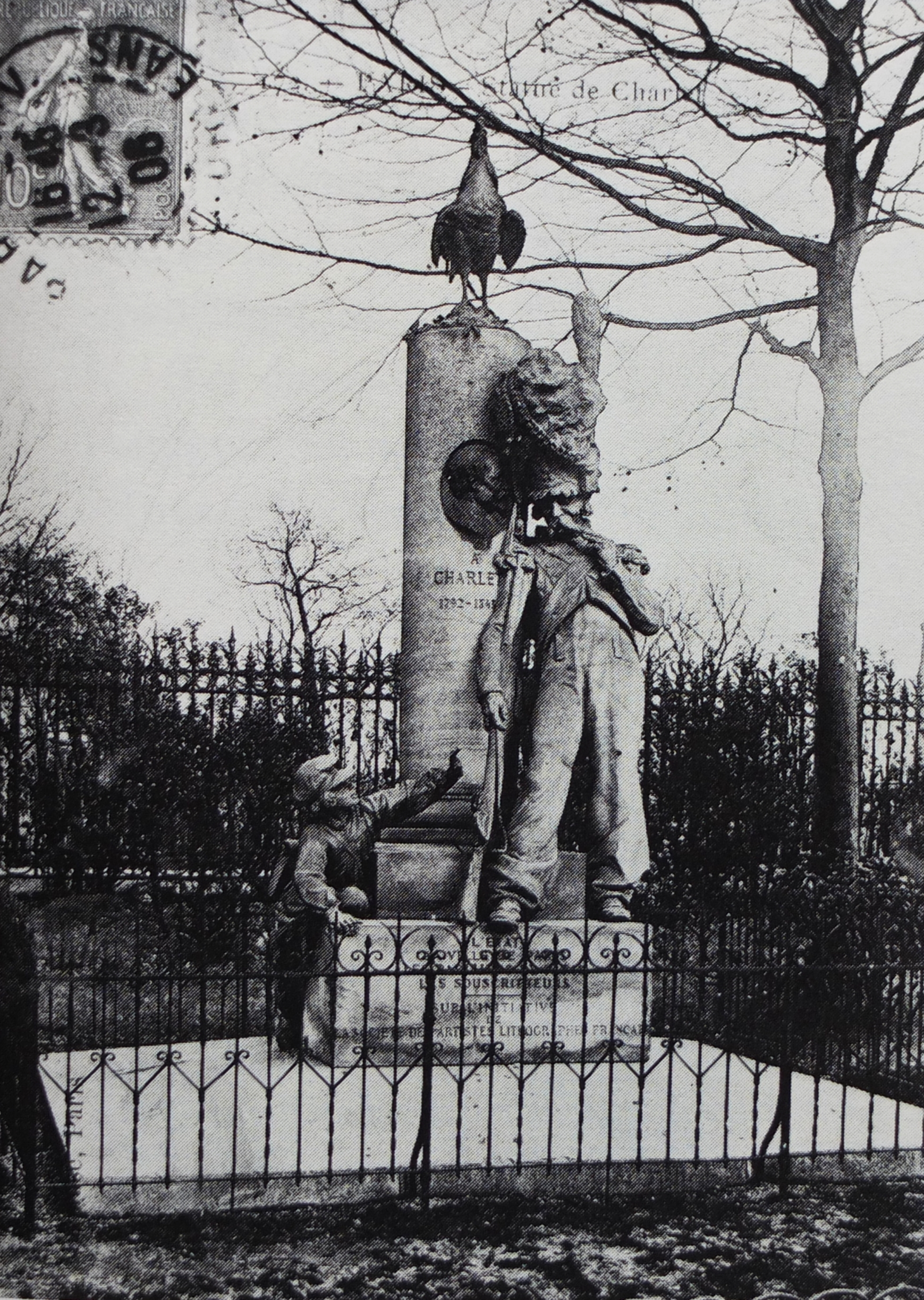
Carte postale, vers 1905.
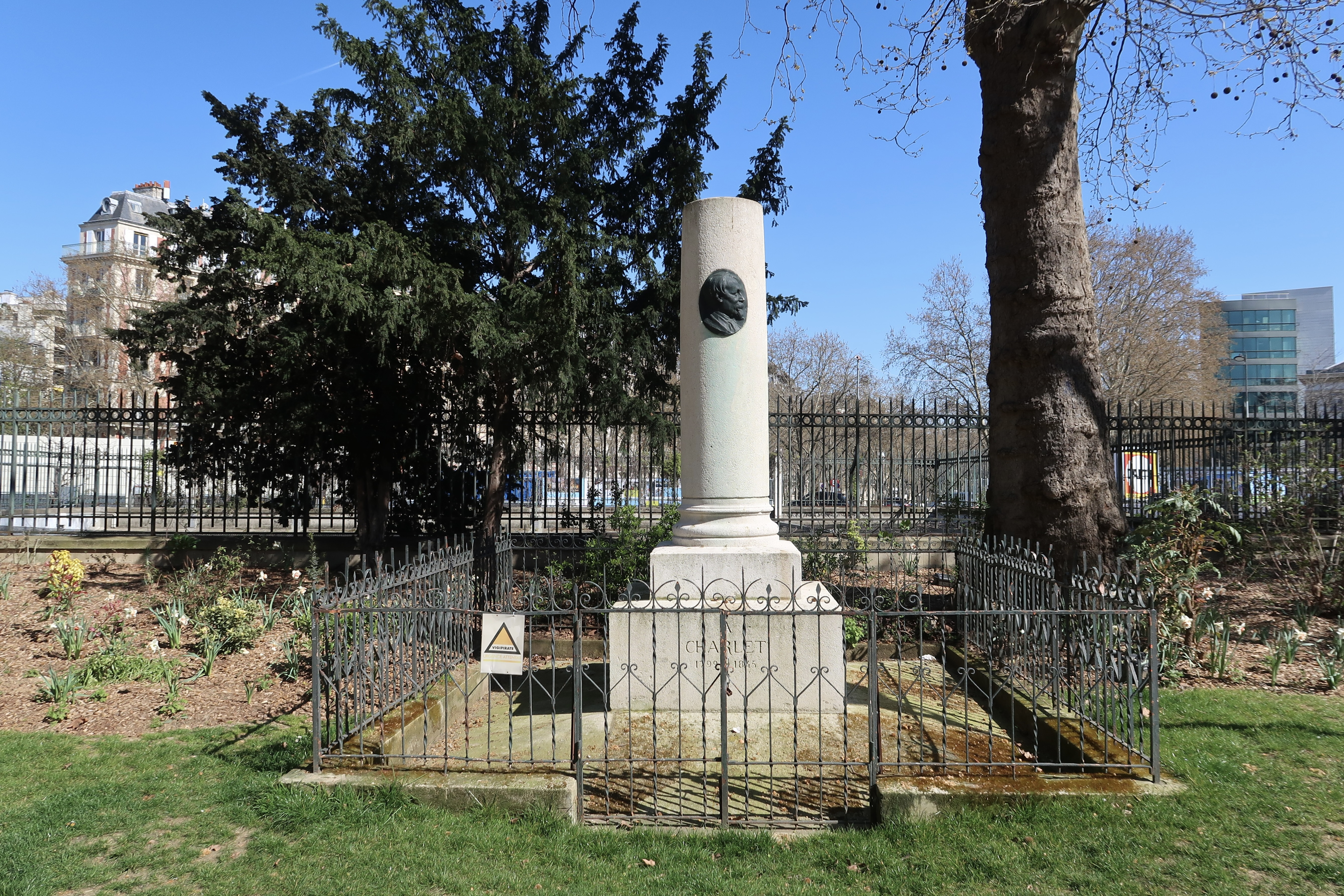
Le monument de nos jours.

Le square est planté d'un platane à feuilles d'érable et d'un arbre aux quarante écus. Outre un massif de rosiers, des tulipes et des iris y fleurissent au printemps.

## Origine du nom
Ce square porte le nom de l’abbé Migne (1800-1875), ecclésiastique et éditeur français qui œuvra au Petit-Montrouge, agglomération à l’origine du quartier du Petit-Montrouge du 14e arrondissement de Paris.

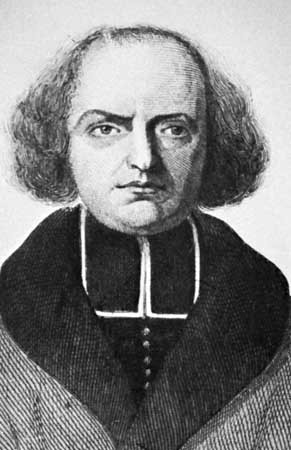
L’abbé Migne.
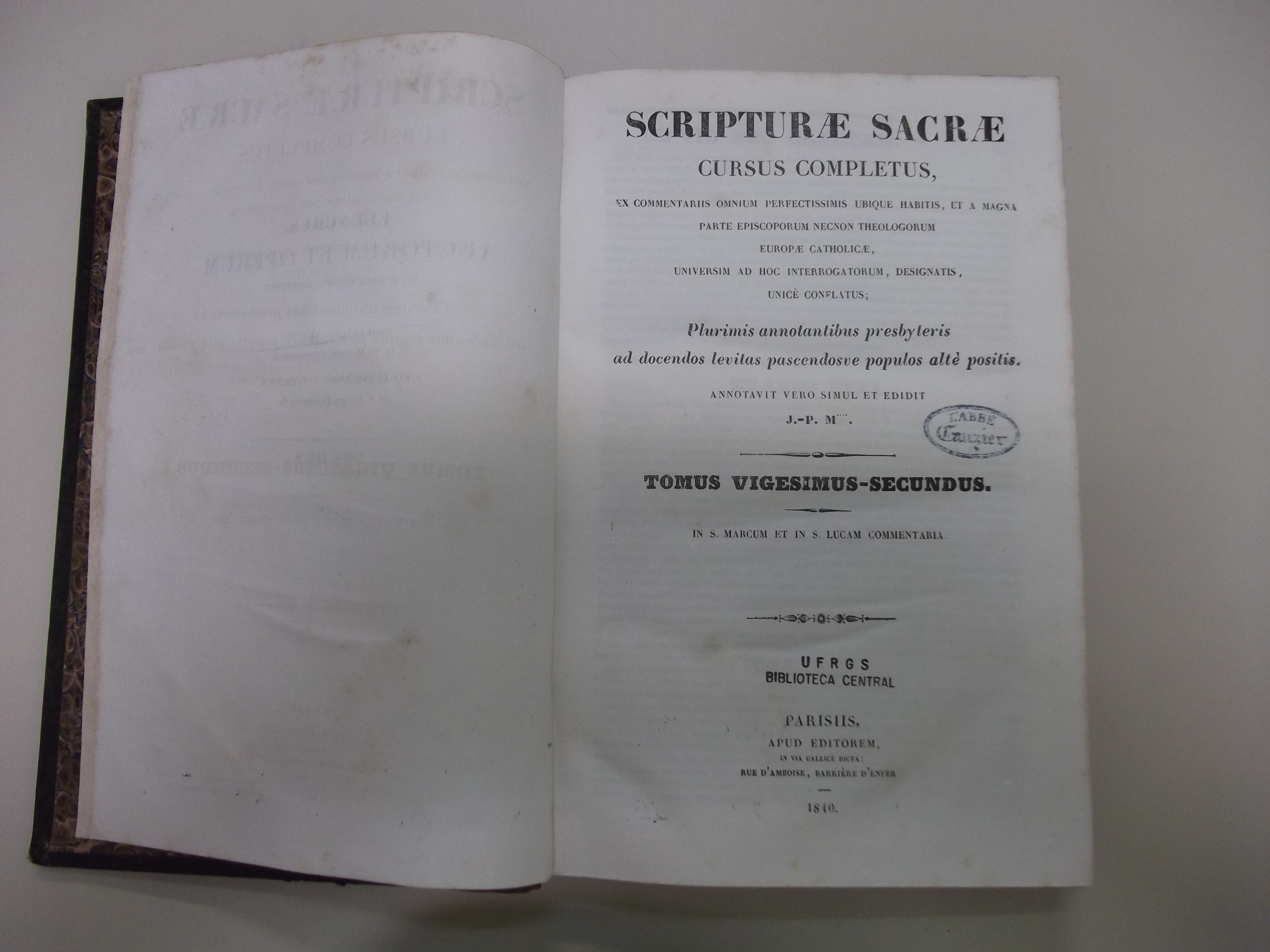
Ouvrage édité en 1840 par J.-P. M., rue d’Amboise (cette voie, devenue la rue Thibaud en 1864, est à distinguer de la rue d’Amboise du 2e arrondissement), barrière d’Enfer.